# فتح‌علی سلطان‌آبادی
ملا فتحعلی سلطان‌آبادی یکی از علمای دینی بود که در شهر اراک در کشور ایران و در سال ۱۲۴۰ هجری قمری متولد شد. وی با نام آخوند ملا فتحعلی سلطان‌آبادی نیز مشهور است.
ملا فتحعلی دروس مقدماتی را در ایران فراگرفت و برای تکمیل دانش به نجف مهاجرت کرد. او ابتدا به جلسات صاحب جواهر وارد شد و بعد از وفات استاد از حضور شیخ مرتضی انصاری و حاج ملا علی رازی استفاده کرد. در ادامه با میرزای شیرازی آشنا شد و اندوخته‌های علمی‌اش را کامل کرد. وی تحصیلات خود را تا درجه اجتهاد ادامه داد.
در برخی داستان‌های نقل شده از علما به مقامات خاص وی اشاره شده است. آیت الله اراکی نقل می‌کند:

مرحوم شیخ فضل‌الله نوری خواب مفصلی می‌بیند. خواب خود را برای آخوند ملافتحعلی نقل می‌کند که او تعبیر نماید. هنگامی که نصف خواب را که نقل می‌کند، مرحوم آخوند نصف دیگرش را می‌گوید به طوری‌که باعث تعجب مرحوم نوری می‌گردد که چگونه مرحوم آخوند از رؤیایی که برای احدی نقل نکرده آگاه است و جوری توصیف می‌کند که گویا خود او این خواب را دیده است.

آیت‌الله بهجت دربارهٔ او نقل کرده است:

می‌گویند هر وقت می‌شنید یک نفر از محبان اهل بیت از دنیا رفته، خواه او را می‌شناخت یا نه دو رکعت نماز میت برایش بجا می‌آورد و کسی این را نمی‌دانست تا اینکه از نزدیکان کسی از دنیا رفت و در خواب او را دیدند و از نجات خود از عذاب بواسطه نماز آخوند صحبت به میان آورد.

وی از جمله کسانی بود که باعث توجه مردم به عبدالکریم حائری یزدی (مؤسس حوزه علمیه قم) شد. آيت الله بهجت از آيت الله طباطبائي نقل کردند که «آيت الله نائيني مي‌گفت: بنده در مراقبه، هيچ کس را همتاي سيد بن طاووس و ملا فتح علي سلطان آبادي نديدم. »

## استادان و شاگردان
استادان ملافتحعلی در اراک و نجف به شرح زیر بودند:
- آقا سید محمد سلطان‌آبادی
- صاحب جواهر
- شیخ مرتضی انصاری
- حاج ملاعلی رازی
- میرزا سید محمد حسن شیرازی

از شاگردان و مریدان وی به اشخاص زیر اشاره شده است:
- شیخ فضل‌الله نوری
- سید ابوالقاسم دهکردی
- مهدی سلطان‌آبادی
- سید اسدالله موسوی قزوینی
- سید کمال‌الدین رضوی خوانساری
- میرزا محمود خوانساری
- آقابزرگ ساوجی
- شیخ احمد قدوسی نهاوندی
- سید یحیی امامزاده قاسمی
- میرزا حسین نائینی
- سید اسماعیل صدر اصفهانی
- عبدالکریم حائری یزدی
- شیخ عبدالنبی نوری

میرزا حسین نوری صاحب مستدرک الوسایل

## کرامات
شیخ عبدالکریم حائری مؤسس حوزه قم می‌فرمود :در کربلای معلی در مجلسی که میرزای کوچک و بعضی علما و شیخ فضل‌الله نوری بوده ناگهان مردی ژولیده از راه رسید که به جای عمامه، دستمال مانندی بر سر پیچیده بود و قبائی کهنه و عبائی وصله خورده بر سر و دوش داشت و هم پارچه‌ای به جای شال گردن بر گردن آویخته بود. کفشی پوشیده بود که از پارگی قیامتی بود و تخت نداشت. با رسیدن این مرد تازه رسیده، میرزا از جای جست و به تازه وارد آن چنانی احترام گذاشت و تواضع کرد. آن مرد نشست و با اشاره به حاج شیخ فضل اللّه، از میرزا پرسید:-آقا کیست؟ میرزافرمود:ایشان آقای حاج شیخ فضل اللّه نوری از علماءاند. تازه‌وارد، خطاب به شیخ فضل اللّه نوری گفت:-حاج شیخ فضل اللّه نوری نامی را در تهران بر دار می‌زنند. نکند تو باشی؟ آن مرد، آن گاه به من اشاره کرد و از میرزا پرسید:-این کیست؟ میرزا فرمود:-ایشان آقا شیخ عبد الکریم یزدی است. مادرش در اندرون ما به کارهای خانه کمک می‌کند و خودش نیز شروع به درس خواندن کرد و اکنون طلبه فاضلی است، آدم خوبی هم است. تازه‌وارد، از من مسئله‌ای پرسید. من از فرط سادگی سؤال، جوابی ندادم و اعتنائی نکردم. زیرا با خود گمان می‌کردم که این شخص فال‌گیر و کف بین است و حالا می‌خواهد با این پرسش، علمیت مرا هم آزمایش کند. نگاهی به او کردم، نگه کردن عاقل اندر سفیه و لب فرو بستم. امّا میرزا به خشم در من نگریست و خود بلا فاصله در پاسخ پرسش آن مرد عجیب و غریب فرمود:-علماء چنین می‌گویند...[جواب مسئله را داد] - آن مرد گفت:-نه! این طور است...[و شروع به صحبت کرد] میرزا، تقریر او را نوشت و بعد نوشته خود را به او نشان داد و پرسید:-این طور فرمودید؟ مرد نگریست و گفت: آری. آن گاه آن ناشناخته مرد دوباره متوجه من شد و خطاب به من گفت:بیرق ریاست تشیع را در قم بر دوش حاج شیخ عبد الکریم یزدی نامی، می‌گذراند، نکند تو باشی!؟ اهل مجلس همه به گونه ای ابهام آمیز در من نگریستند. آن زمان، آن مرد ژولیده از جای برخاست و عازم رفتن شد. میرزا، متواضعانه کفشهای آن چنانی این مرد ناشناخته را جفت کرد. او را به تمام و کمال بدرقه فرموده برگشت. آنگاه با من بسیار تغیر کرد و از سوء ادب من بسیار برآشفته شده بود. آن وقت من پرسیدم:-مگر ایشان که بودند؟ میرزا فرمودند:-آخوند ملا فتحعلی سلطان آبادی.
ایشان توصیه می‌کرده که سه چیز را مواظبت کنید و خود ایشان هم به این سه امر مواظبت می‌کرده است:
۱. خواندن زیارت عاشورا در هر روز.
۲. خواندن نماز وحشت در هر شب برای مؤمنین و مؤمنات، در هر کجای عالم فوت کرده باشند.
۳. نماز اول ماه را ترک نکنید.

## خدمات
از آثار ملا فتحعلی در شهر اراک چند مسجد و آب‌انبار باقی‌مانده است که به شرح زیر است:
- آب‌انبار حاج ملافتحعلی واقع در دروازه رازان.
- آب‌انبار باغ گراو (روستایی در نزدیکی اراک)
- آب‌انباری نزدیک به رودخانه و در طرف غرب آن که خراب شده است.
- توسعه مسجد حاج سیدمحمد باقر
- ساخت و توسعه مسجد حاج سیدتقی
- تشویق به ساخت مسجد سادات
- کمک به توسعه امامزاده محمد عابد

## درگذشت
ملا فتحعلی تا قبل از وفات میرزای شیرازی در سامرا اقامت داشت و پس از فوت میرزا به کربلا رفت. وی در سال ۱۳۱۸ هجری قمری در کربلا فوت کرد و در نجف دفن شد.